# 내가 잠들기 전에
《내가 잠들기 전에》(영어: Before I Go to Sleep)는 2014년 공개된 영국의 미스터리 스릴러 영화로, S. J. 왓슨의 동명 소설을 원작으로 한다.

## 출연
- 니콜 키드먼 : 크리스틴 루카스 역
- 콜린 퍼스 : 벤 루카스 역
- 마크 스트롱 : 내쉬 역
- 앤 마리 더프 : 클레어 역
- 딘-찰스 채프먼 : 아담 역
- 징 루시 : 루시 역
- 아담 레비 : 벤 역
- 르웰라 지데온 : 간호사 역
- 찰리 가드너
- 로지 맥퍼슨 : 에밀리 역
- 벤 크롬턴 : 웨어하우스의 돌보는 사람 역
- 한나 블래마이어스 : 공원에 있는 어머니 역
- 크리스 코울린 : 형사 역

## 같이 보기
- 역순 구성